# Quartier latin de Copenhague
Pour les articles homonymes, voir Quartier latin.
Le quartier latin de Copenhague (en danois : Latinerkvarteret), est un quartier de Copenhague fréquenté par les étudiants depuis la fin du Moyen Âge et le début de la Renaissance et dont la langue de travail était le latin. Il rappelle par sa dénomination, sa situation géographique et sa fonction urbaine, le quartier latin de Paris.

## Géographie

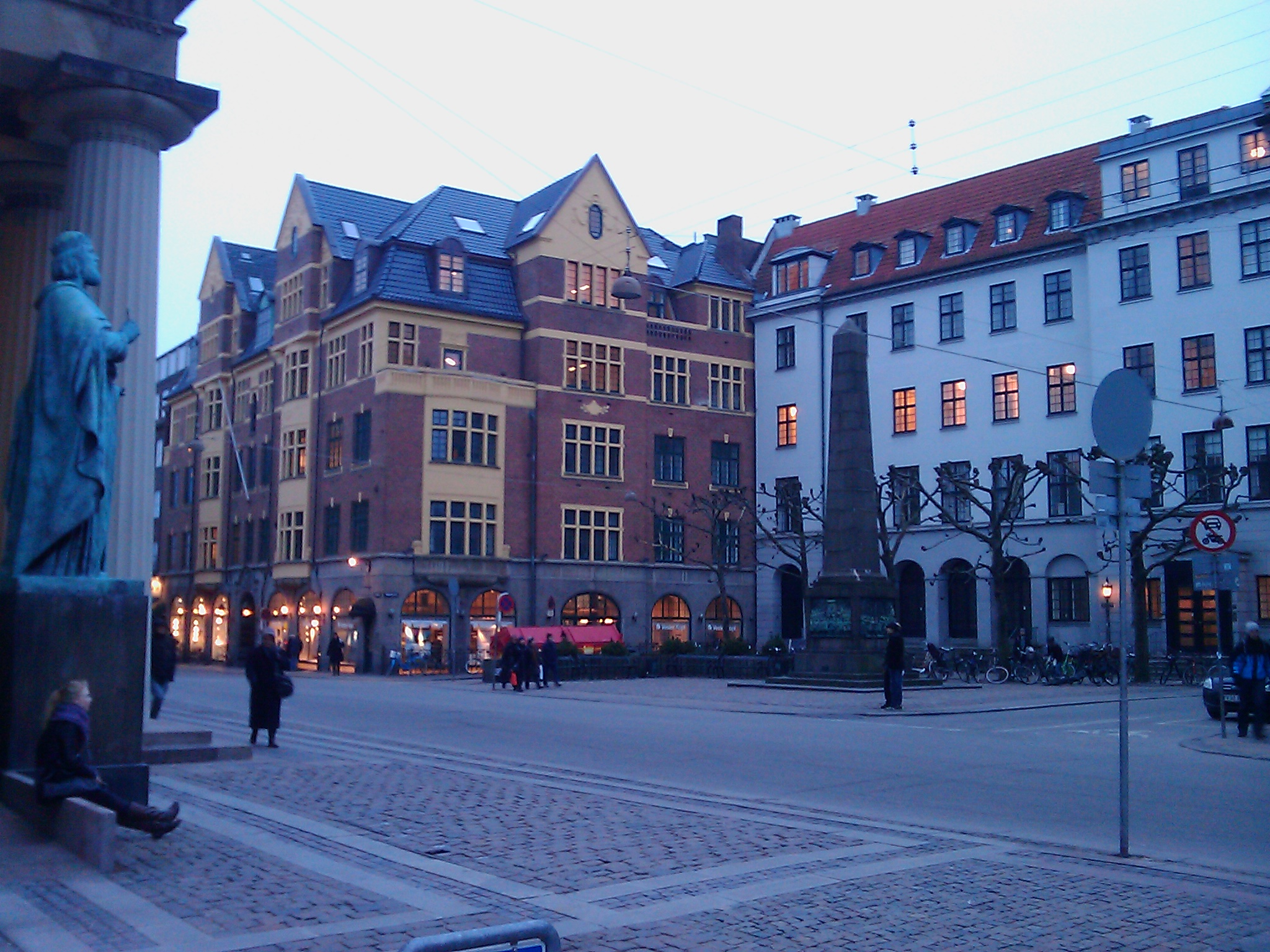
La place Bispetorvet dans le Latinerkvarteret de Copenhague.

Le quartier latin de Copenhague est délimité par plusieurs artères importantes du centre-ville historique de la capitale du Danemark, dans le quartier central d'Indre By. Nørregade à l'est, Vestergade au sud, Vester Voldgade à l'ouest et Nørre Voldgade au nord. 
Le nom du quartier fait référence à la langue latine, qui était autrefois très répandue dans et autour de l'université de Copenhague fondée par le roi Christian IV de Danemark en 1479 et de la vieille résidence universitaire du Valkendorfs Kollegium fondée en 1589.
On y trouve notamment la bibliothèque universitaire de Copenhague à l'angle de la Fiolstræde et de Krystalgade.

## Histoire

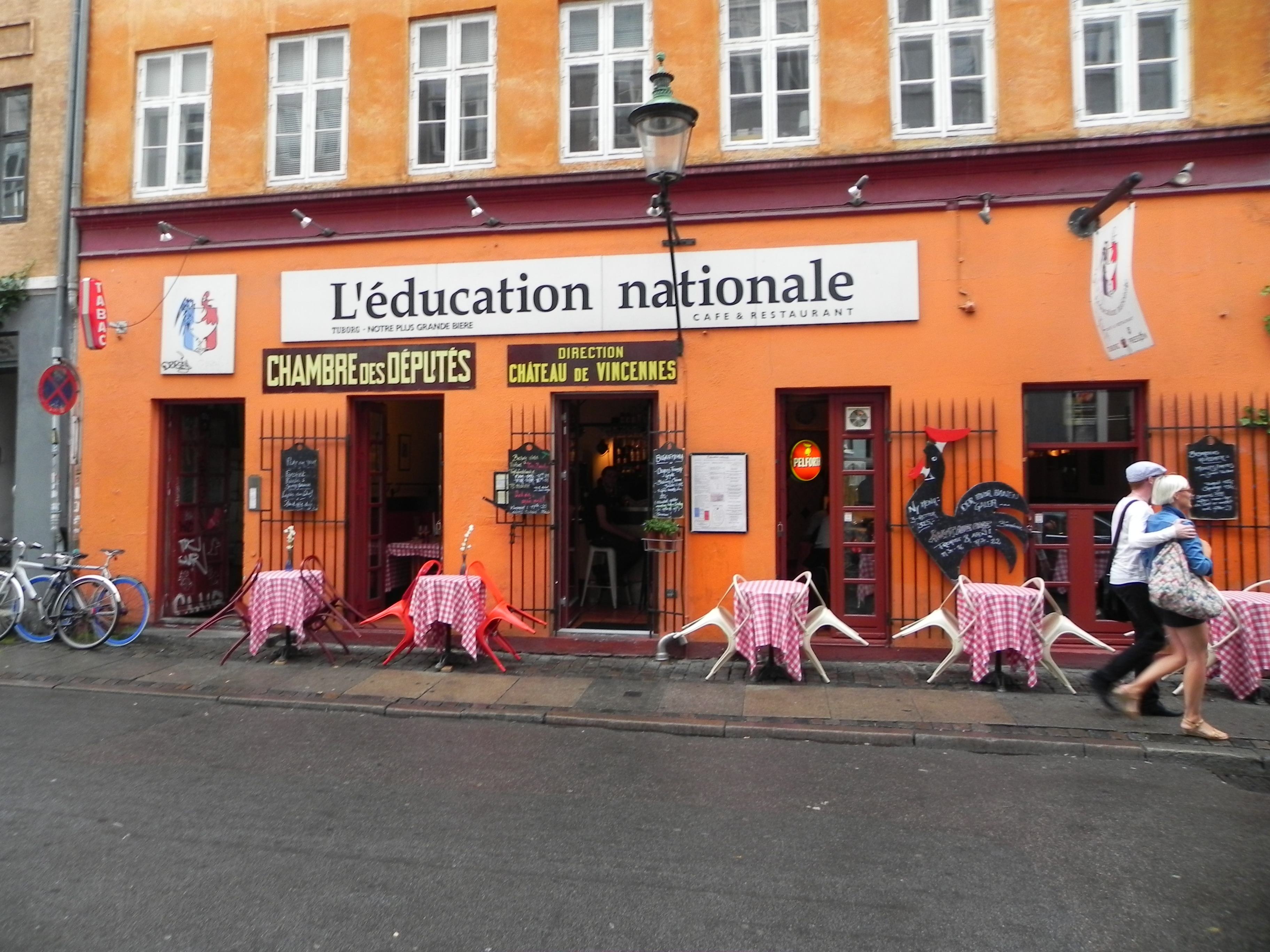
Restaurant français dans le Latinerkvarteret de Copenhague.

En 1208, l'évêque Peder Suneson a fondé une école latine ainsi qu'un corps de nobles chanoines en association avec la cathédrale Notre-Dame de Copenhague. Lorsque l'université de Copenhague a été fondée en 1479, elle a repris le Bispegården qui était le palais des évêques de Copenhague avant la Réforme protestante sur le côté nord de la place de la cathédrale Notre-Dame (Frue Plads). L'université a donné un enseignement général aux prêtres alors que l'école de la cathédrale Notre-Dame est restée la seule école latine de Copenhague. Avec la Réforme protestante, la langue danoise a remplacé le latin comme langue de l'Église, mais le latin est restée la langue dominante à l'Université jusqu'au XIXe siècle.
Cet ancien quartier autrefois surnommé « Pisserenden » (la pissotière), possède des rues étroites et colorées dans lesquelles les promeneurs et touristes flânent. Le quartier latin de Copenhague est aujourd’hui très recherché et les appartements anciens s’y vendent à prix d’or.  